# Gare de Larche
La gare de Larche est une gare ferroviaire française fermée de la ligne de Coutras à Tulle, située sur le territoire de la commune de Saint-Pantaléon-de-Larche, à proximité de Larche dans le département de la Corrèze en Nouvelle-Aquitaine. Sa fermeture sera finalement prononcée le 13 décembre 2020.

## Situation ferroviaire

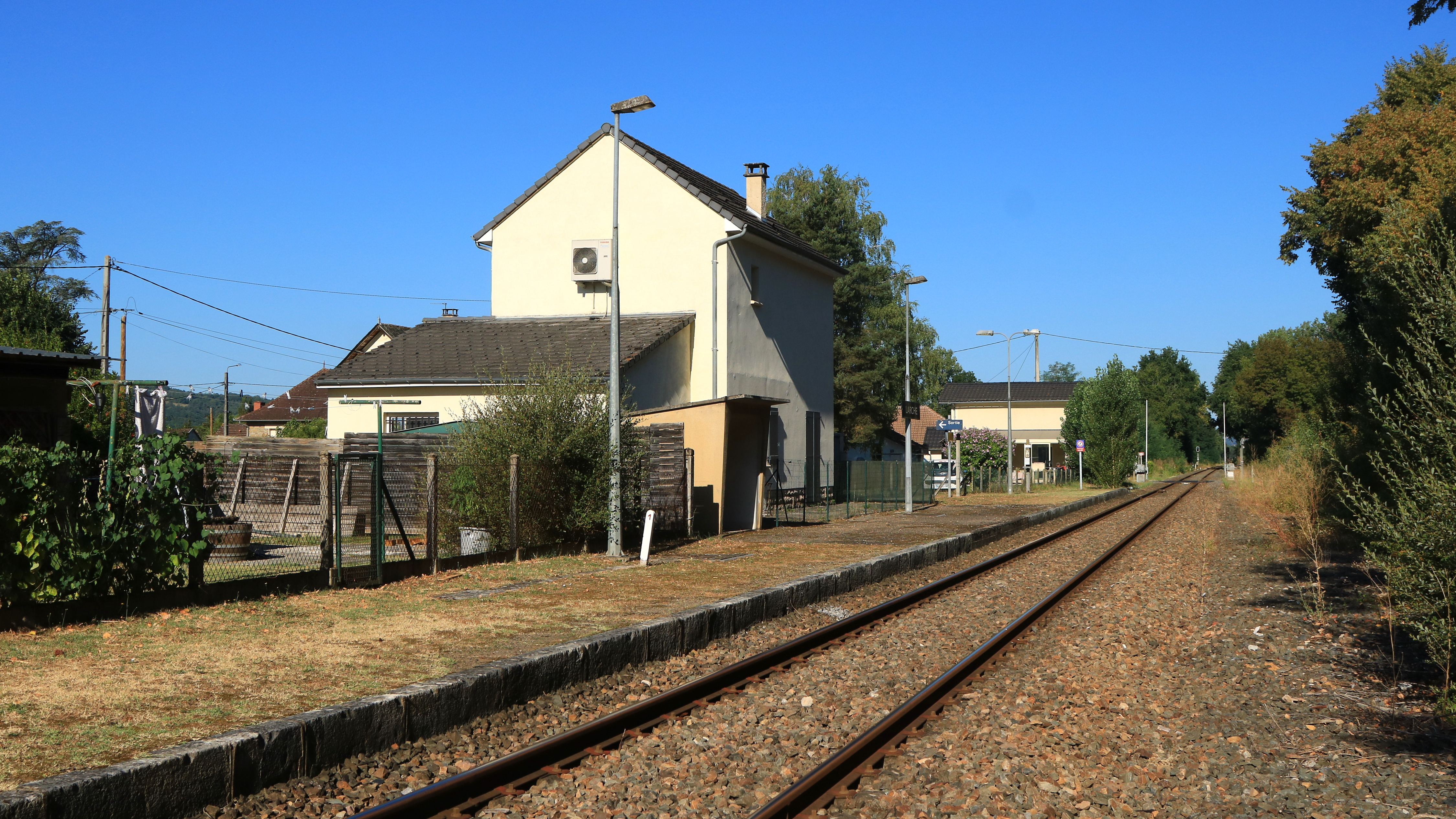
Vue de la voie et du quai de la gare de Larche en direction de Périgueux.

Établie à 99 mètres d'altitude, la gare de Larche est située au point kilométrique 138,092 de la ligne de Coutras à Tulle entre les gares ouvertes de La Rivière-de-Mansac et de Brive-la-Gaillarde.

## Histoire
La gare de Larche a fermé ses portes le 13 décembre 2020 dans le cadre du plan du plan Optim’TER. Le manque de fréquentation a donc conduit à la fin du marquage de l’arrêt par les trains.